# 楊慎矜
楊慎矜（？—747年），唐朝政治人物，隋煬帝後代。曾依附楊國忠、李林甫，誣陷大臣，後因得罪李林甫，被唐玄宗賜死。

## 簡介
隋齊王楊暕曾孫，祖父楊政道曾被東突厥立為隋王，後歸附唐太宗，拜員外散騎侍郎。其父楊崇禮官太府卿，死後葬於少陵原。有兄弟楊慎名跟楊慎餘。
慎矜生年没有记载。他依附楊國忠，自稱同族宗親，又受李林甫指使，誣告刑部尚書韋堅與節度使皇甫惟明同謀廢帝。權位漸盛，李林甫忌之。
天寶三年（744年），由於父墳「草木皆流血」，請教胡人史敬忠解除的辦法。史敬忠教「身桎梏，裸而坐林中厭之」。開元中，為御史中丞。天寶六年十一月（747年），慎矜和他兄弟以行厭勝之術（巫術詛咒）罪名被玄宗賜死。家人流放嶺南。
子杨谏，岳州刺史。

## 延伸阅读
[在维基数据编辑]
 在维基文库阅读此作者作品
 《舊唐書·卷105》，出自刘昫《舊唐書》
 《新唐書·卷134》，出自《新唐書》